# Evil Friends
Evil Friends è il settimo album in studio del gruppo musicale statunitense Portugal. The Man, pubblicato nel 2013.

## Tracce
Testi e musiche di John Baldwin Gourley & Danger Mouse.
1. Plastic Soldiers – 5:04
2. Creep in a T-Shirt – 3:54
3. Evil Friends – 3:36
4. Modern Jesus – 3:14
5. Hip Hop Kids – 3:28
6. Atomic Man – 3:48
7. Sea of Air – 4:22
8. Waves – 4:52
9. Holy Roller (Hallelujah) – 3:21
10. Someday Believers – 3:54
11. Purple Yellow Red and Blue – 4:11
12. Smile – 4:51

## Formazione
- John Baldwin Gourley – voce, chitarra, organo, sintetizzatore
- Zachary Scott Carothers – basso, percussioni, cori
- Kyle O'Quin – piano, sintetizzatore
- Noah Gersh – chitarra, percussioni, cori
- Kane Ritchotte – percussioni, cori